# Рукомиські скелі
Руко́миські ске́лі — геоморфологічне утворення, геологічна пам'ятка природи місцевого значення в Україні.

## Розташування
Скелі розташовані на правому схилі річки Стрипи, вище від церкви поблизу села Рукомиш Чортківського району Тернопільської області.

## Пам'ятка природи
Оголошені об'єктом природно-заповідного фонду рішенням виконкому Тернопільської обласної ради № 131 від 14 березня 1977 року (№ 870 від 20 грудня 1968 року). Перебувають у віданні Бучацької міської громади.

## Характеристика
Площа — 1 га. Під охороною — мальовничі травертинові скелі, в карстових порожнинах яких знайдено кістки багатьох видів дрібних голоценових тварин.
В одній з печер, додатково обробленій, влаштовано каплицю з імітацією Гробу Господнього. Його часто відвідують віряни. Сюди проведено електричне освітлення, для підходу збудовано сходи з поручнями, будується Хресна дорога.

## Галерея

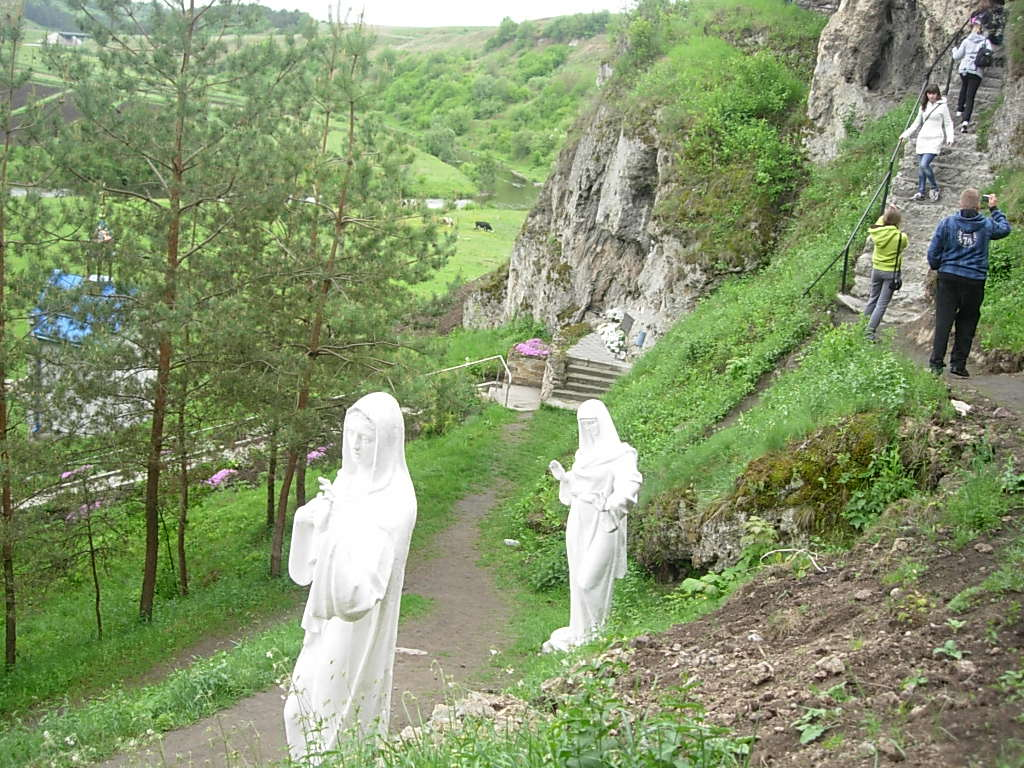
Рукомиський печерний монастир
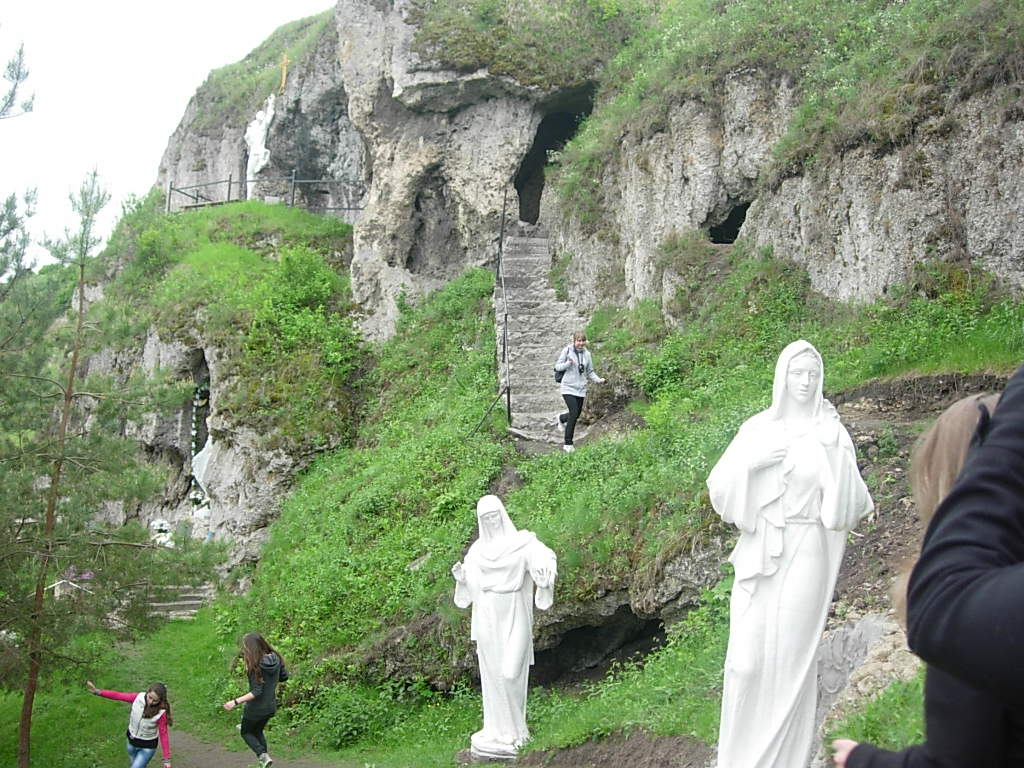
Рукомиський печерний монастир
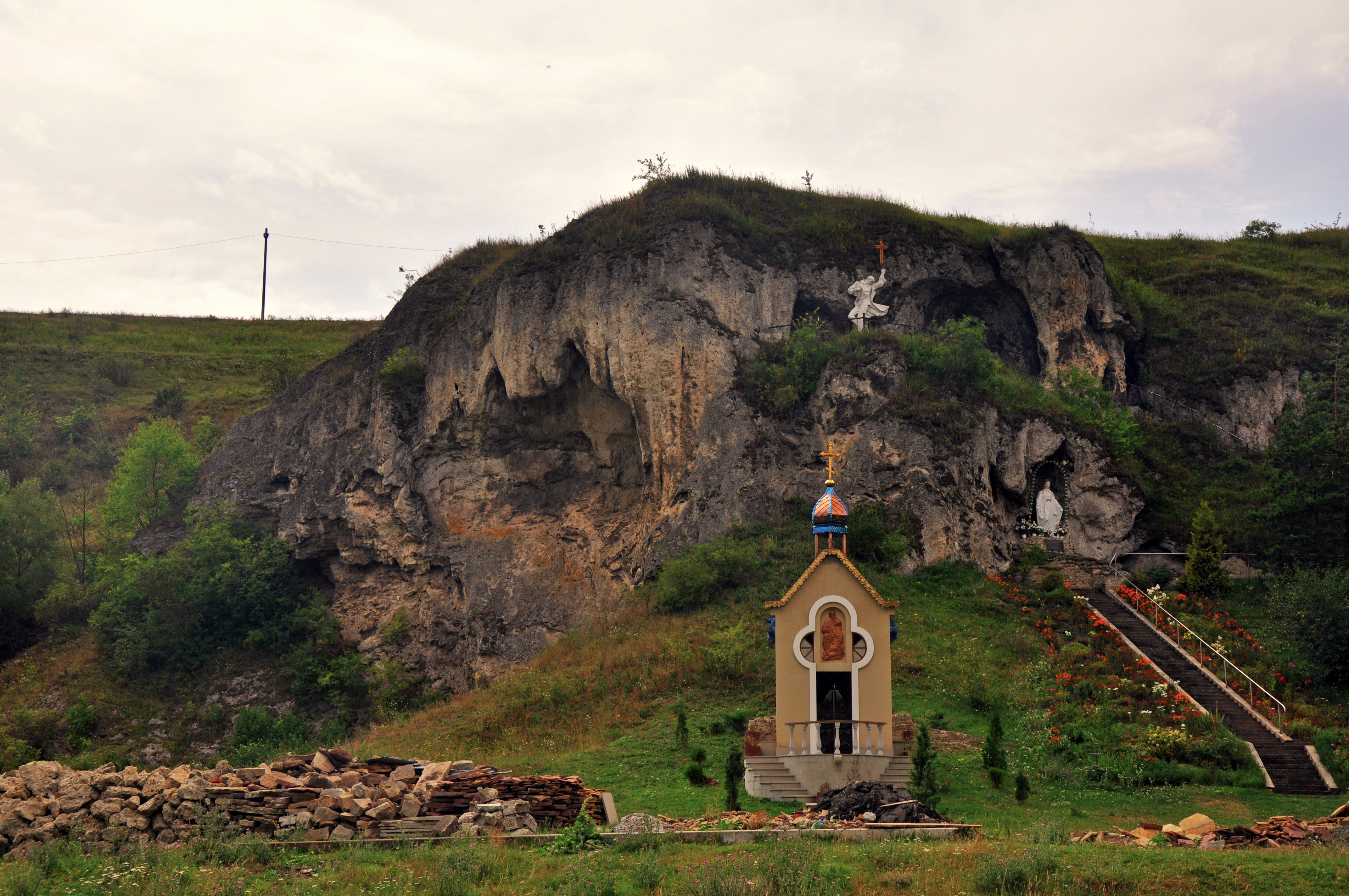
Рукомиські скелі, липень 2016